# Thelma Estrin
Thelma Estrin (21. února 1924 New York – 15. února 2014 Santa Monica) byla americká počítačová vědkyně, která stojí za průkopnickou prací na poli expertních systémů a biomedicínského inženýrství. Byla jednou z prvních, kdo aplikovali výpočetní technologie na zdravotnický a medicínský výzkum. Byla emeritní profesorkou na Katedře výpočetní techniky Kalifornské univerzity v Los Angeles

## Mládí avzdělání
Thelma Austern se narodila v New Yorku, kde navštěvovala veřejné školy. Protože už od mala vykazovala nadání na matematiku, pokračovala ve studiích na City College of New York a měla v plánu se stát účetní. V roce 1942 absolvovala tříměsíční kurs technické asistence na Stevens Institute of Technology. Brzy poté začala pracovat pro Radio Receptor Company, kde vyráběla elektronické přístroje a právě zde začal její zájem o technické obory. Po válce začala studovat elektroinženýrství na Wisconsinské univerzitě v Madisonu. Bakalářský titul získala v roce 1948, magisterský v roce 1949 a doktorský v roce 1951.

## Princeton avýzkum voblasti biomedicínského inženýrství, 1951–1953
Začátkem 50. let se přestěhovala do Princetonu, kde se stala výzkumnicí na oddělení elektroencefalografie na Neurological Institute of New York, který spadá pod NewYork–Presbyterian Hospital. Zde se začala zajímat o biomedicínské inženýrství.

## Přesun na Kalifornskou univerzitu vLos Angeles, 1953
V roce 1953 získal její manžel učitelské místo na Kalifornské univerzitě v Los Angeles, kam se proto manželé přestěhovali. Zatímco její manžel pracoval na Kalifornské univerzitě v Los Angeles, Estrin zde místo nezískala, protože by to mohlo působit jako protežování příbuzných. Z toho důvodu začala pracovat na vyšší odborné škole Los Angeles Valley College v San Fernando Valley. Nedlouho poté se přestěhovali do Izraele, kde se v roce 1954 podíleli na vývoji prvního tamního počítače WEIZAC. Po jejich návratu zpět do Los Angeles začala Estrin v roce 1960 pracovat pro Brain Research Institute Kalifornské univerzitě v Los Angeles. O rok později zde založila Institute's Data Processing Laboratory a v letech 1970–1980 byla její ředitelkou. Během tohoto funkčního období vyvinula jeden z prvních analogo–digitálních konverterů, který uměl převést analogový signál z elektroencefalografu (EEG) na digitální signál.

## Profesorka počítačové vědy na Kalifornské univerzitě vLos Angeles
V roce 1980 se stala profesorkou na katedře počítačové vědy Kalifornské univerzity v Los Angeles. V letech 1982–1984 působila ve funkci ředitelky Electrical, Computer, and Systems Research Division Národní vědecké nadace. Byla také ředitelkou IEEE Engineering in Medicine and Biology Society a stala se tak první ženskou výkonnou viceprezidentkou v rámci organizace IEEE.